# Campo di concentramento di Breitenau
Il campo di concentramento di Breitenau era un campo di concentramento situato in Germania, presso il paese di Guxhagen, circa 15 km a sud di Kassel, in Assia. Fu un campo di lavoro, operativo dal giugno 1933 al marzo 1934 per la reclusione di 470 prigionieri politici e nel periodo 1940-1945 per altri 8500 prigionieri.